# 프로테노이드
프로테노이드(Proteinoid)는 아미노산을 다량 함유하는 아미노산 혼합물을 가열하면 생기는 폴리아미노산을 일컬으며 일종의 원시 단백질로 고려되고 있다. 열 단백질이라고도 하며 단백질과 유사하며 종종 아미노산으로부터 비생물학적으로 형성된 교차 결합 분자이다. 시드니 W. 폭스(Sidney W. Fox)는 처음에 이들이 최초의 살아있는 세포(프로토셀)의 전구체일 수 있다고 제안했다. 이 용어는 1960년대에 가수분해된 단백질에서 발견되는 20개 아미노산보다 짧은 펩티드를 설명하기 위해 사용되었지만 이 용어는 더 이상 일반적으로 사용되지 않는다.

## 역사
1950년대와 1960년대 과학자 시드니 W. 폭스(Sidney W. Fox)는 자연 발생의 중간 단계를 밝히기 위해 지구 역사 초기에 존재했을 가능성이 있는 조건 하에서 펩타이드 구조의 자발적인 형성을 연구했다. 그는 아미노산이 자발적으로 펩타이드라고 불리는 작은 사슬을 형성할 수 있음을 증명했다. 그의 실험 중 하나에서 그는 마치 생물이 존재하기 이전의 조건에서 따뜻하고 건조한 곳에 고인 것처럼 아미노산이 건조되도록 두었다. 그는 건조됨에 따라 아미노산이 길고 종종 교차 결합된 실 모양의 미세한 폴리펩티드 소구체를 형성한다는 사실을 발견했으며 이를 "단백질성 미세구"라고 명명했다.

## 같이 보기
- 생명의 기원
- 프로토셀